# Scottish League Two 2021-2022
La Scottish League Two 2021-2022 è stata la 28ª edizione del torneo e ha rappresentato la quarta categoria del calcio scozzese.
L'ultima squadra disputa uno spareggio a doppio giro contro i vincitori dello spareggio Pyramid tra i campioni della Highland League e della Lowland League, per determinare quale squadra parteciperà nella League Two nella stagione 2022-23.

## Squadre partecipanti
| Squadra         | Città         | Stadio              | Posizione 2020-2021                        |
| --------------- | ------------- | ------------------- | ------------------------------------------ |
| Albion Rovers   | Coatbridge    | Cliftonhill Stadium | 9º posto                                   |
| Annan Athletic  | Annan         | Galabank Stadium    | 7º posto                                   |
| Cowdenbeath     | Cowdenbeath   | Central Park        | 4º posto                                   |
| Edinburgh       | Edimburgo     | Meadowbank Stadium  | 2º posto                                   |
| Elgin City      | Elgin         | Borough Briggs      | 3º posto                                   |
| Forfar Athletic | Forfar        | Station Park        | 3º posto                                   |
| Kelty Hearts    | Kelty         | New Central Park    | 5º posto                                   |
| Stenhousemuir   | Stenhousemuir | Ochilview Park      | 8º posto                                   |
| Stirling Albion | Stirling      | Forthbank Stadium   | 6º posto                                   |
| Stranraer       | Stranraer     | Stair Park          | 10º posto in Scottish League One 2019-2020 |

## Classifica finale
|  | Pos. | Squadra         | Pt | G  | V  | N  | P  | GF | GS | DR  |
|  | ---- | --------------- | -- | -- | -- | -- | -- | -- | -- | --- |
|  | 1.   | Kelty Hearts    | 81 | 36 | 24 | 9  | 3  | 68 | 28 | +40 |
|  | 2.   | Forfar Athletic | 60 | 36 | 16 | 12 | 8  | 57 | 36 | +21 |
|  | 3.   | Annan Athletic  | 59 | 36 | 18 | 5  | 13 | 64 | 51 | +13 |
|  | 4.   | Edinburgh       | 52 | 36 | 14 | 10 | 12 | 43 | 49 | −6  |
|  | 5.   | Stenhousemuir   | 49 | 36 | 13 | 10 | 13 | 47 | 46 | +1  |
|  | 6.   | Stranraer       | 47 | 36 | 13 | 8  | 15 | 50 | 54 | −4  |
|  | 7.   | Stirling Albion | 42 | 36 | 11 | 9  | 16 | 41 | 46 | −5  |
|  | 8.   | Albion Rovers   | 39 | 36 | 10 | 9  | 17 | 37 | 58 | −21 |
|  | 9.   | Elgin City      | 37 | 36 | 9  | 10 | 17 | 33 | 51 | −18 |
|  | 10.  | Cowdenbeath     | 29 | 36 | 7  | 8  | 21 | 28 | 49 | −21 |

Legenda:

      Campione di League Two e promossa in League One
      Ammesse ai play-off per la League One
      Ammessa ai play-out
Note:

Tre punti a vittoria, uno a pareggio, zero a sconfitta.

## Play-off
Ai play-off partecipano la 2ª, 3ª e 4ª classificata della League Two (Forfar, Annan, Edinburgh City) e la 9ª classificata della League One 2021-2022 (Dumbarton).

### Semifinali
| Squadra 1      | Totale | Squadra 2       | Andata | Ritorno |
| -------------- | ------ | --------------- | ------ | ------- |
| Edinburgh      | 5 – 2  | Dumbarton       | 4 – 1  | 1 – 1   |
| Annan Athletic | 2 – 1  | Forfar Athletic | 1 – 0  | 1 – 1   |

### Finale
| Squadra 1 | Totale | Squadra 2      | Andata | Ritorno |
| --------- | ------ | -------------- | ------ | ------- |
| Edinburgh | 3 – 2  | Annan Athletic | 2 – 0  | 1 – 2   |

## Play-out
Ai play-out partecipano la 10ª classificata della League Two (Cowdenbeath), il campione della Highland Football League 2021-2022 (Fraserburgh) e il campione della Lowland Football League 2021-2022 (Bonnyrigg Rose Athletic).

### Semifinale
| Squadra 1      | Totale | Squadra 2   | Andata | Ritorno |
| -------------- | ------ | ----------- | ------ | ------- |
| Bonnyrigg Rose | 3 – 2  | Fraserburgh | 3 – 1  | 0 – 1   |

### Finale
| Squadra 1      | Totale | Squadra 2   | Andata | Ritorno |
| -------------- | ------ | ----------- | ------ | ------- |
| Bonnyrigg Rose | 4 – 0  | Cowdenbeath | 3 – 0  | 1 – 0   |